# Sud Communication (Sénégal)
Sud Communication est un groupe de presse sénégalais.

## Historique
Sud Communication est créé par Babacar Touré, alors jeune journaliste. Le premier titre lancé, Sud Hebdo, voit le jour en mars 1986.
En 1993, le journal Sud devient quotidien.
En 1994, Sud Communication lance une radio, Sud FM.
Plus tard, Sud Communication lance le portail Internet SudOnLine. Le groupe possède aussi pendant un temps une agence de messagerie, Marketing Press, qui a fermé.
Sud communication aussi propriétaire de l'Institut supérieur des sciences de l'information et de la communication (Issic), créé en 1996.
En 2020, Babacar Touré, le fondateur, décède à l'hôpital de Dakar à l'âge de 69 ans. De nombreux hommages lui sont rendus.
En juillet 2024, à l'occasion des 30 ans de Sud FM, le nouveau président sénégalais, Bassirou Diomaye Faye, rend hommage au rôle joué par Sud Communication qui, selon lui, participe à ériger le Sénégal en modèle démocratique.